# Clara Usón
Clara Usón Vegas (* 1961 in Barcelona) ist eine spanische Schriftstellerin. In ihren Romanen befasst sie sich mit psychologischer Tiefe mit komplexen gesellschaftlichen und historischen Themen. 2013 gewann sie den spanischen Premio Nacional de la Crítica für ihren Roman La hija del Este.

## Leben
Usón studierte Rechtswissenschaften an der Universität Barcelona und arbeitete anschließend 20 Jahre lang als Rechtsanwältin. In ihrer Jugend durchlebte sie eine schwere persönliche Krise mit Drogenabhängigkeit, Krankenhausaufenthalten und psychiatrischen Behandlungen. Nach erfolgreicher Überwindung dieser Krise wandte sie sich der Schriftstellerei zu und veröffentlichte 1998 ihren Debütroman Las noches de San Juan, der mit dem Premio Femenino Lumen ausgezeichnet wurde. Usón lebte zeitweise in London und im mexikanischen Valle del Bravo.

## Wirken
Usóns literarisches Werk wird für seine Originalität, psychologische Einsichten und gesellschaftskritische Reflexionen gelobt. Bekannt wurde sie insbesondere mit dem Roman La hija del Este (2012), der sich mit den Balkankriegen und dem Schicksal von Ratko Mladićs Tochter Ana auseinandersetzt und dessen sensible Darstellung menschlicher Widersprüche von der Kritik positiv hervorgehoben wurde. Ihr Roman Corazón de napalm (2009), eine Mischung aus historischem Essay und Fiktion über die gesellschaftlichen Folgen der spanischen Drogenwelle in den 1980er-Jahren, erhielt den Premio Biblioteca Breve.
In ihrem Roman Las fieras (2024) behandelt sie erneut Themen wie Terrorismus und extremen Nationalismus, diesmal anhand der Lebensgeschichte der ETA-Terroristin Idoia López Riaño („La Tigresa“) und der fiktiven Figur Miren. Dabei kritisiert sie die Gewalt der ETA und den staatlichen Terrorismus der GAL als einen entscheidenden Fehler während der spanischen Transition. Ihre Romane wurden in mehrere Sprachen übersetzt und international ausgezeichnet.
Usón ist überdies eine öffentliche Kritikerin nationalistischen Gedankenguts, das sie als Grundlage von Extremismus und Intoleranz sieht. Sie tritt wiederholt für kulturelle Freiheit und Bildung ein, kritisiert aber zugleich die geringe Wertschätzung der Kultur durch die spanische Politik.

## Auszeichnungen
- Premio Femenino Lumen für Las noches de San Juan (1998)
- Premio Biblioteca Breve für Corazón de napalm (2009)
- Premio Nacional de la Crítica für La hija del Este (2013)
- Prix Bouchon de Cultures (Frankreich) für La hija del Este (2014)
- VIII Premio per la Cultura Mediterranea (Italien) für La hija del Este (2014)
- Premio Sor Juana Inés de la Cruz für El asesino tímido (2018)

## Werke
- Las noches de San Juan (1998)
- Primer vuelo (2001)
- El viaje de las palabras (2003)
- Perseguidoras (2007)
- Corazón de napalm (2009)
- La hija del Este (2012)
- Valor (2015)
- El asesino tímido (2018)
- Las fieras (2024)